# Serrasalminae
Серразальмові (Serrasalminae, перекладається як «зубастий лосось») або піраньєві — підродина однойменної родини (Serrasalmidae) харациноподібних риб. До них належать сумнозвісні піраньї — кровожерливі риби, здатні в лічені секунди оббілувати свою жертву. Водночас представники роду Metynnis воліють вживати рослинну їжу, а риби з роду Catoprion спеціалізуються на харчуванні лускою інших риб.

## Поширення
Представники підродини населяють водойми на площі близько 4 млн км тропічного поясу Південної Америки. Вони мешкають в усіх прісних водоймах від східних передгір'їв Анд до Колумбії, Венесуели і Гаяни на заході, по всьому басейну Амазонки, в Болівії, Перу, Парагваї, Уругваї та на північному сході Аргентини.

## Опис
Риби володіють високим, стиснутим з боків тілом, довгими анальним і спинним, чітким жировим, короткими черевними плавцями і хвостом зі слабкою виїмкою. Самці, як правило, трохи більші, стрункіші і яскравіші самиць.

## Розмноження
Дозрівають у 1,5-3 роки. Нерест сезонний. Продуктивність — від 500 до 15 тис. ікринок діаметром 2 — 4 мм. Шлюбні ігри починаються з першими променями сонця. Ікра викидається на підмиті коріння дерев, плавучі рослини (наприклад, водяний гіацинт) і ґрунт.
Інкубаційний період 2-3 дні при температурі води 26-28 °С, ще через 3-5 діб мальки плавають.
Тривалість життя в акваріумі 7-15 років.

## Класифікація
Підродина включає 58 сучасних видів у 6 родах і 1 викопний вид:
- Catoprion  Müller & Troschel 1844
  - Catoprion absconditus  Mateussi, Melo & Oliveira, 2020
  - Catoprion mento  (Cuvier, 1819)
- Metynnis  Cope, 1878
  - Metynnis altidorsalis  Ahl, 1923
  - Metynnis argenteus  Ahl, 1923
  - Metynnis cuiaba  Pavanelli, Ota & Petry, 2009
  - Metynnis fasciatus  Ahl, 1931
  - Metynnis guaporensis  Eigenmann, 1915
  - Metynnis hypsauchen  (Müller & Troschel, 1844)
  - Metynnis lippincottianus  (Cope, 1870)
  - Metynnis longipinnis  Zarske & Géry, 2008
  - Metynnis luna  Cope, 1878
  - Metynnis maculatus  (Kner, 1858)
  - Metynnis mola  Eigenmann & Kennedy, 1903
  - Metynnis orinocensis  (Steindachner, 1908)
  - Metynnis otuquensis  Ahl, 1923
  - Metynnis polystictus  Zarske & Géry, 2008
- Pristobrycon  Eigenmann, 1915
  - Pristobrycon aureus  (Spix & Agassiz, 1829)
  - Pristobrycon calmoni  (Steindachner, 1908)
  - Pristobrycon careospinus  Fink & Machado-Allison, 1992
  - Pristobrycon maculipinnis  Fink & Machado-Allison, 1992
  - Pristobrycon striolatus  (Steindachner, 1908)
- Pygocentrus  Müller & Troschel, 1844
  - Pygocentrus cariba  (Humboldt, 1821)
  - Pygocentrus nattereri  Kner, 1858
  - Pygocentrus palometa  Valenciennes, 1850
  - Pygocentrus piraya  (Cuvier, 1819)
- Pygopristis  Müller & Troschel, 1844
  - Pygopristis denticulata  (Cuvier, 1819)
- Serrasalmus  Lacepède, 1803
  - Serrasalmus altispinis  Merckx, Jégu & Santos, 2000
  - Serrasalmus altuvei  Ramírez, 1965
  - Serrasalmus auriventris  (Burmeister, 1861)
  - Serrasalmus brandtii  Lütken, 1875
  - Serrasalmus compressus  Jégu, Leão & Santos, 1991
  - Serrasalmus eigenmanni  Norman, 1929
  - Serrasalmus elongatus  Kner, 1858
  - Serrasalmus emarginatus  (Jardine, 1841)
  - Serrasalmus geryi  Jégu & Santos, 1988
  - Serrasalmus gibbus  Castelnau, 1855
  - Serrasalmus gouldingi  Fink & Machado-Allison, 1992
  - Serrasalmus hastatus  Fink & Machado-Allison, 2001
  - Serrasalmus hollandi  Eigenmann, 1915
  - Serrasalmus humeralis  Valenciennes, 1850
  - Serrasalmus irritans  Peters, 1877
  - Serrasalmus maculatus  Kner, 1858
  - Serrasalmus magallanesi  Gallo-Cardozo, Maldonado, Careaga & Carvajal-Vallejos, 2024
  - Serrasalmus manueli  (Fernández-Yépez & Ramírez, 1967)
  - Serrasalmus marginatus  Valenciennes, 1837
  - Serrasalmus medinai  Ramírez, 1965
  - Serrasalmus nalseni  Fernández-Yépez, 1969
  - Serrasalmus neveriensis  Machado-Allison, Fink, López Rojas & Rodenas, 1993
  - Serrasalmus nigricans  Spix & Agassiz, 1829
  - Serrasalmus nigricauda  (Burmeister, 1861)
  - Serrasalmus odyssei  Hubert & Renno, 2010
  - Serrasalmus rhombeus (Linnaeus, 1766)
  - Serrasalmus sanchezi  Géry, 1964
  - Serrasalmus scotopterus  (Jardine, 1841)
  - Serrasalmus serrulatus  (Valenciennes, 1850)
  - Serrasalmus spilopleura  Kner, 1858
  - Serrasalmus stagnatilis  (Jardine, 1841)
  - Serrasalmus undulatus  (Jardine, 1841)
- †Megapiranha  Cione, Dahdul, Lundberg, & Machado-Allison, 2009
  - †Megapiranha paranensis  Cione, Dahdul, Lundberg, & Machado-Allison, 2009